# Марушкин, Семён Иванович
Семён Иванович Марушкин (24 июля 1919, Москва — 4 сентября 1993, Москва) — советский борец вольного и классического стилей, чемпион и призёр чемпионатов СССР, Заслуженный мастер спорта СССР (1951), судья всесоюзной категории (1957).

## Биография
Участник Великой Отечественной войны.
Участник летних Олимпийских игр 1952 года в Хельсинки. Окончил Высшую школу тренеров. Был старшим тренером сборной команды юношей города Москвы по греко-римской борьбе. Похоронен на Введенском кладбище в Москве.

## Спортивные результаты
- Чемпионат СССР по классической борьбе 1945 года — ;
- Чемпионат СССР по классической борьбе 1946 года — ;
- Чемпионат СССР по классической борьбе 1947 года — ;
- Чемпионат СССР по классической борьбе 1949 года — ;
- Чемпионат СССР по классической борьбе 1950 года — ;
- Чемпионат СССР по классической борьбе 1951 года — ;
- Чемпионат СССР по вольной борьбе 1946 года — ;
- Чемпионат СССР по вольной борьбе 1947 года — ;
- Летние Олимпийские игры 1952 года — 4 место.